# Bell Arthur
 (mai 2025).
Bell Arthur est une census-designated place située dans le comté de Pitt, dans l’État de Caroline du Nord, aux États-Unis. Lors du recensement de 2020, elle comptait 477 habitants.